# Sven Erik Bystrøm
Sven Erik Bystrøm (* 21. Januar 1992 in Haugesund) ist ein norwegischer Radrennfahrer.

## Karriere
Bystrøm gewann als Juniorenfahrer 2009 in Norwegen den Grenland Grand Prix und dazu eine Etappe. In Deutschland siegte er im Schwarzwald auf einer Etappe der Rothaus Regio Tour.
Im Erwachsenenbereich siegte er 2012 Im U23-Rennen von Rund um den Finanzplatz Eschborn-Frankfurt. Bei der Weltmeisterschaft 2014 in Ponferrada/Spanien folgte die Goldmedaille im Straßenrennen der U23.
Nachdem er Ende Jahres fuhr er als Stagiaire für Katusha fuhr, erhielt er dort ab 2013 einen regulären Vertrag.
2015 gewann Bystrøm die Nachwuchswertung beim Circuit Cycliste Sarthe in Frankreich. 2016 bestritt er seine erste dreiwöchige Landesrundfahrt, die Spanien-Rundfahrt, die er auf Platz 141 beendete. Zudem wurde Bystrøm für die Teilnahme an den Olympischen Spielen in Rio de Janeiro nominiert, beendete das Straßenrennen aber nicht.
Auf der 18. Etappe in Lleida der Vuelta a España 2018 wurde Bystrøm im Sprint gegen seinen Fluchtkollegen Jelle Wallays Zweiter.
Nachdem Bystrøm von 2018 bis 2021 für das UAE Team Emirates fuhr, wechselte er zur Saison 2022 zu Intermarché-Wanty-Gobert Matériaux.

## Erfolge
2009
- Gesamtwertung und eine Etappe Grenland Grand Prix (Junioren)

2010
- eine Etappe Rothaus Regio Tour (Junioren)

2012
- Rund um den Finanzplatz Eschborn-Frankfurt (U23)

2014
- Weltmeister – Straßenrennen (U23)

2015
- Nachwuchswertung Circuit Cycliste Sarthe

2020
- Norwegischer Meister – Straßenrennen

## Grand Tours-Platzierungen
| Grand Tour            | 2016 | 2017 | 2018 | 2019 | 2020 | 2021 | 2022 | 2023 | 2024 |
| --------------------- | ---- | ---- | ---- | ---- | ---- | ---- | ---- | ---- | ---- |
| Giro d’ItaliaGiro     | –    | –    | –    | –    | –    | –    | –    | DNF  | DNF  |
| Tour de FranceTour    | –    | –    | –    | 110  | –    | –    | 92   | –    | –    |
| Vuelta a EspañaVuelta | 141  | DNF  | 113  | –    | –    | –    | –    | –    | 117  |